# Islas Lihir

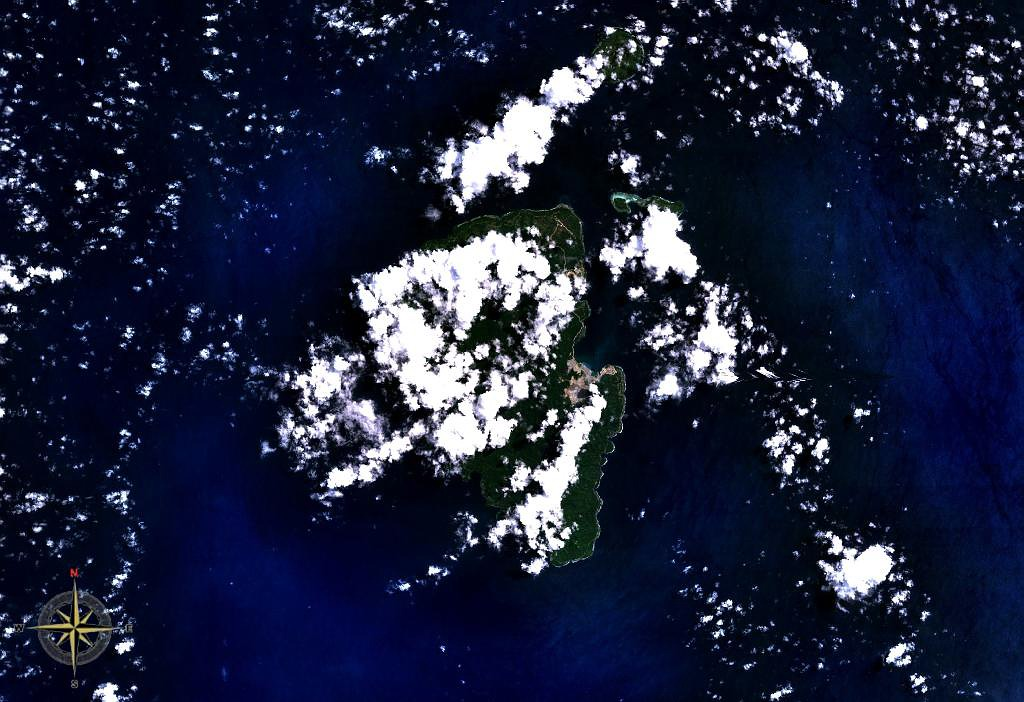
Vista espacial de Las Islas Lihir (Mahur la isla no está visible)

Las Islas Lihir son un grupo de islas de Papúa Nueva Guinea, localizado al norte de Irlanda Nueva, en 3°00′00″S 152°35′00″E / -3, 152.583333. Forma parte  del Archipiélago Bismarck.
El grupo de islas recibe su nombre de su isla más grande, Lihir, llamada también Niolam. Entre las otras islas se incluyen Malí, Mahur, Masahet y Sanambiet.

## Geografía
El grupo de islas que forman las Lihir está incorporado administrativamente en la provincia de Nueva Irlanda.

## Economía
Se descubrió oro en la isla de Lihir en 1982 y se empezó a explotar en 1997. Dos yacimientos, "Minifie" and "Lienetz", están ubicados en el cráter de un volcán inactivo llamado Luise Caldera en la costa este de dicha isla.